# Clock Tower 3
Clock Tower 3 (クロックタワー３?, Kurokku Tawā 3) è un videogioco survival horror ed è il quarto episodio della serie di Clock Tower. Il gioco venne distribuito nel Giappone il 12 dicembre 2002, ed è stato sviluppato dalla Sunsoft. I primi tre giochi della serie, Clock Tower ~The First Fear~, Clock Tower e Clock Tower II: The Struggle Within vennero sviluppati dalla Human Entertainment e pubblicati dalla ASCII Entertainment e Agetec Incorporated.
I filmati sono stati realizzati dal regista Kinji Fukasaku, al suo debutto in un'opera videoludica.

## Trama

### Prologo
Il filmato iniziale mostra una ragazza, Alyssa, nel cortile del collegio che legge una lettera da parte di sua madre. Il breve, ma inquietante contenuto della lettera intima la ragazza di non lasciare il collegio e restare al sicuro finché non sia passato il giorno del suo quindicesimo compleanno. Alyssa riceve nello stesso istante una telefonata, ma quando alza la cornetta, nessuno risponde. Preoccupata, Alyssa si precipita a casa sua, una villa adibita a pensione, per poter parlare con la madre di persona, ma ad attenderla c'è soltanto un uomo anziano, il signor Dan Borroughs, un inquilino dell'edificio, che dopo un breve ambiguo discorso con la ragazzina lascia l'area.
Aggirandosi per la casa, Alyssa inizia a notare delle cose molto strane, e si reca nella camera di sua madre. All'improvviso, il suono di un pianoforte riecheggia per la stanza. Alyssa rovista in giro, ma il suono sembra provenire dal nulla. Terrorizzata, fugge in un ripostiglio, che la teletrasporta magicamente in un'altra epoca.

### Capitolo Primo
La ragazza si ritrova per le strade un sobborgo inglese nel bel mezzo di un bombardamento aereo. È la Seconda guerra mondiale; precisamente lo scenario è ambientato nella Vigilia di Natale del 1942. Alyssa corre tra le strade devastate e rifugiatasi in una sartoria, Alyssa trova davanti a sé l'articolo di un quotidiano narrante il brutale omicidio di May Norton, una giovane pianista di dodici anni, avvenuto nella sera della Vigilia di Natale. Poco dopo, Alyssa assiste a un flashback: vede una ragazzina che cerca di sfuggire invano dalle grinfie di un uomo dalla stazza imponente, che armato di un gigantesco martello, colpisce violentemente il cranio della ragazzina, uccidendola sul colpo. Nell'istante seguente è Alyssa stessa ad essere braccata dall'uomo, che per ragioni apparentemente ignote conosce il suo nome.
Sfuggita al mostro e rinchiusa in un teatro abbandonato, Alyssa indaga sulla vicenda della ragazzina e dopo l'apparizione di un'altra visione del passato, in cui appare la ragazzina ancora in vita con il padre William Norton, partito per il fronte e morto in seguito ad un'esplosione capisce che l'unico modo per porre fine alla storia e far passare oltre il fantasma della ragazzina, ancora confinato nel mondo dei vivi, è quello di restituirle un oggetto appartenuto al padre, un orologio da taschino. 
 Quando trova ciò di cui ha bisogno Alyssa si reca dal fantasma, che sta suonando un brano di Fryderyk Chopin nella sala principale, ma viene fermata nel cortile dal "Martello Assassino", l'uomo responsabile della morte della ragazzina, pronto ad un confronto decisivo con lei. L'ampolla rinvenuta nella sua casa si tramuta in un arco, che usa per combatterlo, e una volta sconfitto, Alyssa riesce a liberare il fantasma della ragazzina, che si ricongiunge a quello del padre. Mentre li saluta, Alyssa perde conoscenza.
Al suo risveglio, Alyssa si trova nella sua camera, e sente alcuni rumori provenienti da una finestra. Alyssa la apre e ci trova aggrappato Dennis Owen, un suo amico d'infanzia recatosi da lei quando viene a sapere del suo ritorno. I due parlano del più e del meno, ma Alyssa è determinata a far luce su quanto le è accaduto ed insieme ispezionano la villa. Nello studio del nonno (del quale non si sa più nulla da oltre due anni), Alyssa trova strani documenti sulle "Rooders", ovvero una sorta di sensitive il cui compito è quello di distruggere degli spiriti malefici conosciuti come "Subordinati", che si materializzano nel mondo dei vivi attaccando le persone. Sempre esaminando la villa, Alyssa si imbatte in un altro varco che lei attiva con l'ampolla e finisce nuovamente in un altro tempo.

### Capitolo Secondo
Questa volta lo scenario si sposta in una piovosa periferia americana del 1963. Entrata in una casa, Alyssa incontra un uomo senza occhi, evidentemente agitato, che afferra Alyssa e le intima di spiegarle cosa ci fa nella sua casa, per proseguire il suo cammino e chiamare disperatamente la propria madre, che non trova più. Alyssa nota successivamente una donna anziana senza gli occhi, che lamenta la sparizione del figlio, e percependo la presenza di Alyssa si agita e suona un campanello, che genera una grossa folata di vento e sbatte Alyssa fuori dalla camera, se si chiude saldamente. Alyssa prosegue attraverso un passaggio segreto, ritrovandosi nel laboratorio dell'uomo, dove poco più avanti trova il cadavere carbonizzato di un uomo, probabilmente un giornalista, accanto al quale trova degli appunti su di un caso di cronaca nera chiamato L'omicidio Rend e l'articolo di un quotidiano allegato ad esso. L'articolo narra della morte di John Haigh, un assassino seriale che colpiva soprattutto vecchi pensionati, che lo ospitavano e venivano poi uccisi, sciolti nell'acido solforico e derubati. L'uomo muore nel tentativo di prelevare dell'acido in una fabbrica, cadendo in un container pieno del suddetto liquido.
Alyssa esce dall'abitazione, e riempie la sua ampolla quando Alyssa intravede per qualche istante sua madre. Alyssa si dirige verso il punto in cui ha avvistato la donna, ma trova soltanto un varco che lei attiva, e la teletrasporta nella sua abitazione. Presso lo studio del nonno, Alyssa apprende ulteriori cose sulla natura delle Rooder: esse, esclusivamente donne, manifestano il culmine dei propri poteri all'età di quindici anni, per poi perderli progressivamente sulla soglia dei venti, e per far sì che essi si trasferiscano alla loro prole, devono concepire una figlia femmina prima del compimento del ventesimo anno di età. Dal diario del nonno, Alyssa scopre che l'uomo, che considera quello delle donne Hamilton un ruolo fondamentale, costringe la figlia ormai diciottenne Nancy (la madre di Alyssa) a sposarsi, così da poter dare alla luce una nuova Rooder. Alyssa apprende dunque di essere lei stessa una Rooder.
Alyssa torna al varco e lo attraversa, si reca nella casa vista in precedenza e vive un nuovo flashback il cui l'uomo incontrato all'inizio, Albert, dona alla madre, Dorothy, uno scialle quando un uomo con addosso una tuta integrale e una maschera antigas irrompe e spruzza dell'acido ai due malcapitati. Una volta uccisi, il "Corrosore", ovvero John Haigh, si volta verso Alyssa e inizia ad inseguirla. Alyssa neutralizza temporaneamente la creatura e prosegue per il quartiere quando nota che in un condotto fognario lo scialle di Dorothy. Alyssa si addentra nelle fogne e lo recupera, ma viene raggiunta dal Corrosore, che le sbarra la strada, quindi Alyssa impugna l'arco magico dell'ampolla, e lo sconfigge. Alyssa consegna lo scialle a Dorothy, che acquisisce di nuovo la vista insieme al figlio, che finalmente la ritrova, e i loro spiriti passano oltre, ma in quell'istante tutto a torno a lei trema, e si ritrova nella hall della sua casa. L'attende il signor Borroughs, che fa emergere una torre dell'orologio dalle fondamenta della villa, e getta la ragazzina in un abisso.

### Capitolo Terzo
Alyssa si ritrova dentro una sorta di acquedotto, dove viene aggredita da un altro Subordinato, il Tagliatore. Seminato il suo persecutore Alyssa trova un modo di uscire dalla struttura e finisce in un'altra area, molto simile alla sua casa. Per il corridoio Alyssa sente i vagiti di un neonato e ne segue il suono, che la conducono in una stanza, dove osserva un flashback in cui Nancy accudisce Alyssa appena nata, mentre dalla parte opposta della villa si sentono delle grida. Alyssa esce nel giardino dove osserva il proprio nonno Dick mentre ha una colluttazione con Philip, il suo defunto padre, che viene spinto giù dal balcone e ucciso da un'ascia sottostante che trafigge il suo cranio. La ragazza si avvicina al corpo dell'uomo, scoppiando in un pianto sommesso, e in quell'istante appare nuovamente il Tagliatore, che la esorta a battersi. In principio Alyssa sembra avere la meglio, ma il Subordinato riesce a liberarsi e materializza una sorta di portale che inghiotte Alyssa.
Alyssa si risveglia in un cimitero e giunge in prossimità di una cripta, che viene raggiunta dai fantasmi delle Rooder morte assassinate dalle "Entità", esseri che comandano i Subordinati. Alyssa cerca di chiedere ulteriori spiegazioni ai fantasmi, ma essi scompaiono. La ragazza prosegue e trova la macchina della madre che però è vuota, quindi entra in un capanno, dove trova un manoscritto narrante la storia di Harold Powell, un taglialegna che rapiva e uccideva giovani donne, e che anche dopo la sua morte fu trasformato in un Subordinato per dare la caccia alle Rooder. Oltre una cripta, Alyssa viene raggiunta dal Tagliatore, che dopo uno scontro riesce ad eliminare definitivamente e a liberare finalmente i fantasmi delle Rooder dal luogo in cui erano confinate. Nell'istante successivo appare Nancy che si ricongiunge alla figlia, ma vengono separate da Dan Borroughs, che trascina via con sé Nancy.
Alyssa si ritrova all'interno della torre dell'orologio, nella quale trova Dennis, che decide di aiutarla.

### Capitolo Quarto
A questo punto Alyssa si risveglia in casa, dove incontra nuovamente Dennis. Con lui finisce in un nuovo scenario, un boschetto alla periferia della città. Davanti all'ospedale Dennis incontra la sorella Linda, che era rimasta per molto tempo in Kenya a fare volontariato. Appena la abbraccia lei si trasforma in Scrissorwoman, il prossimo nemico; per arrivare a Dennis si era trasformata in sua sorella. Scrissorwoman e Scrissorman rapiscono così il suo amico e chiedono ad Alyssa di arrendersi. Dopo avere percorso l'ospedale Alyssa salva Dennis e, con il suo aiuto, sconfigge in due combattimenti separati Scrissorman e Scrissorwoman.

### Capitolo Quinto
Tornata al presente, scopre che Lord Burroughs è un lontano parente del nonno, Dick Hamilton. Egli cercava di diventare un'entità immortale seguendo un rituale dove avrebbe sacrificato la figlia di 14 anni, ma lei morì in un incidente prima che ciò avvenisse. Burroughs impazzì e commise molti omicidi, forse mosso dalla rabbia; inoltre viene descritto come un sadico a cui piace vedere le persone che muoiono. Venne infine gettato da alcune persone dalla sommità della torre orologiaia del suo castello. Burroughs tornò in vita attraverso il nonno di Alyssa, Dick Hamilton, che peraltro era sparito da tempo. L'obbiettivo di Burroughs è quello di strappare il cuore di Alyssa (che ha quasi 15 anni) per diventare immortale; l'immortalità è data dal fatto che il cuore appartiene ad una Rooder. 
 Nell'ultimo combattimento Alyssa con l'aiuto di Dennis, riesce a recuperare l'ultimo petalo del ciondol, riuscendo così a scatenare il suo massimo potere di Rooder. Evocando una spada fiammeggiante verde, traffigge Lord Burroughs riuscendo a sconfiggerlo e con esso la torre finisce distrutta. Alyssa finalmente si ricongiunge con la madre, che era stata rapita da Burroughs una volta che si era fuso con Dick.
Nella scena finale si vede Alyssa che si risveglia con Dennis in un prato pieno di fiori, lo abbraccia e sussurra Ce l'abbiamo fatta, ce l'abbiamo fatta, mamma.

## Modalità di gioco
Il gioco eredita molti aspetti degli altri titoli della serie. Il giocatore, nei panni di Alyssa, dovrà inizialmente scappare dai Subordinati che appariranno nel corso dei capitoli, cercando nascondigli nei luoghi che si troverà ad esplorare oppure gettando loro dell'acqua santa da una boccetta che si riceverà ad inizio gioco e che dovrà essere riempita attingendola da speciali vasi o fontane, utile anche per rompere i sigilli che tengono bloccate alcune porte, che però solo momentaneamente stordiranno e fermeranno i Subordinati, o usando lo strumento "Anello dell'Invisibilità" che rende, appunto, Alyssa invisibile temporaneamente ai nemici e le permetteranno di poter allontanarsi da loro. Una barra dell'energia in alto a sinistra dello schermo indica il livello di Panico della ragazza, che crescerà man mano che i Subordinati la intimidiranno con le loro mosse o la colpiranno, e che se raggiunge il suo culmine, vedrà la protagonista entra nella Panic Mode ("Modalità Panico"), in cui ella si metterà a correre in preda alla disperazione e durante tale condizione può rischiare di cadere o di bloccarsi terrorizzata coprendosi le orecchie nel mezzo della fuga, e sarà impossibile celarsi nei nascondigli. La Panic Mode scomparirà dopo un certo periodo di tempo, e il processo può essere anche velocizzato usando lo strumento "Acqua di Lavanda", tuttavia se si viene colpiti dal Subordinato durante tale periodo, Alyssa andrà incontro a morte istantanea e il gioco termina (a meno che non si avrà lo strumento "Pietra del sigillo" che si sacrificherà e permetterà alla protagonista di sopravvivere al colpo). Durante i capitoli, esplorando i luoghi, il giocatore dovrà stare attento anche ai fantasmi delle vittime dei Subordinati che tenteranno di attaccare ed uccidere Alyssa, almeno finché quest'ultima non riuscirà ad individuare il loro cadavere e restituire un oggetto a loro caro che calmerà la loro furia e li farà andare oltre, ed in cambio si possono ottenere vari strumenti. 
Aspetto peculiare ed esclusivo di Clock Tower 3 è che sarà possibile ad un certo punto dei capitoli confrontarsi contro gli inseguitori combattendoli con l'arco ricavato dall'ampolla. Il danno inferto ai Subordinati sarà maggiore man mano che si caricherà il potere della freccia da scoccare, anche se durante tale azione non sarà possibile né muoversi né aggiustare la mira, e dunque si è esposti alle mosse di avvicinamento e di attacco del nemico che può evitare anche il colpo del giocatore se sfugge al raggio di lancio della freccia. Colpendo un Subordinato con una freccia completamente carica di potere, si creerà un filo magico che lo legherà temporaneamente in un certo punto e non gli permetterà di allontanarsi troppo, così da dare la possibilità al giocatore di avere maggiormente in pugno il nemico; una volta colpito e bloccato per tre volte un Subordinato da frecce cariche al massimo, Alyssa può compiere un attacco speciale alquanto potente che può istantaneamente eliminare l'avversario o ridurgli drasticamente l'energia vitale. Vi sono poi altri tipi di frecce speciali, come la "Freccia Repellente", di colore verde, che infligge una discreta quantità di danno e permette di allontanare il Subordinato, e la "Freccia bloccante", di colore rossa, permette invece di legarlo dal filo magico e, appunto, bloccarlo in un punto. La più potente è la freccia sacra, difficile da trovare, essa se scagliata genera all'istante l'attacco speciale sul nemico.

## Terminologia
Entità
Le entità sono spiriti maligni che infestano il mondo. Non si sa nulla riguardo alla loro origine, se non che le prime entità si manifestarono nell'antica epoca romana.
Le entità si impossessano del corpo di persone comuni, trasformandole in mostruosi assassini sanguinari, chiamati anche: Subordinati.
Subordinati
In passato erano delle persone normali, ma col finire posseduti dalle entità, si trasformano in mostruosi assassini assetati di sangue.
Di solito, quando un subordinato nasce, viene seguito da una strage di migliaia di persone.
Essi si nutrono della tristezza e della disperazione delle anime delle persone che hanno ucciso che non riescono a trovare la pace, garantendosi in questo modo l'immortalità. Più vittime vengono uccise da un Subordinato, più il suo potere aumenta ulteriormente.
Rooder
È un'antica discendenza di nobili di cui Alyssa è una discendente che fin dai tempi antichi danno la caccia alle entità. Curiosamente solo le femmine possiedono il potere per contrastarle, che si manifesta nel suo pieno potenziale quando esse compiono i quindici anni, per poi calare lentamente col proseguire dell'età fino a svanire a vent'anni. L'usanza dei Rooder consiste che le giovani ragazze, passati i quindici anni e prossime ormai ai venti si sposino molto giovani e concepiscano delle figlie affinché ci sia sempre una giovane Rooder che col suo potere possa continuare la missione per combatterle. Per secoli della storia, la discendenza Rooder, degli Hamilton ha dato la caccia nella loro adolescenza alle entità. Se il loro cuore viene preso con un rituale oscuro, un individuo può trasformarsi in una nuova entità immortale. Si dice che ci siano anche molte altre famiglie Rooder sparse per l'Europa e combattere le entità.

## Personaggi
Alyssa Hamilton
Studentessa collegiale di buona famiglia, Alyssa è un adolescente sveglia e piuttosto testarda, che vive con la madre presso una vecchia pensione. Alla misteriosa scomparsa di quest'ultima, Alyssa si mette sulle sue tracce e svolge delle indagini, scoprendo suo malgrado molto più di quanto avrebbe voluto sapere circa i segreti della sua famiglia. Successivamente Alyssa scopre di essere una Rooder: antica casata dove le giovani ragazze possedevano enormi poteri spirituali per combattere le entità: spiriti malvagi dell'antica epoca romana. Alyssa si mostra estremamente potente rispetto alle sue antenate, indicandola quindi come la Rooder più forte che si sia vista. Possiede il potere di trasformare la sua ampolla di acqua santa, in un arco che scocca frecce sacre. Alla fine della storia, Alyssa sfrutta al massimo il proprio potere creando una spada di fuoco verde fiammeggiante. 
Nancy Hamilton
Madre di Alyssa, è una giovane vedova in pena per la figlia, in pericolo per motivi apparentemente inverosimili. Parte presto un mattino e da allora non fa più ritorno, e da allora Alyssa è sulle sue tracce. Si scoprirà come la figlia, di essere anche lei una Rooder, e di avere combattuto in gioventù le Entità e i Subordinati. Come da usanza, Nancy si sposò molto giovane, avendo infine Alyssa, come era l'usanza dei Rooder. Tuttavia, Nancy era contraria a permettere alla figlia di portare i fardelli dei Rooder, andando a caccia delle Entità nella sua adolescenza, e il suo desiderio era che Alyssa avesse una vita felice. Nonostante abbia passato i vent'anni, alcuni poteri da Rooder sono rimasti latenti in lei.
Philip
Padre di Alyssa e marito di Nancy, Philip muore prematuramente in un presunto incidente domestico, quando la figlia era appena nata.
Dick Hamilton
Nonno di Alyssa e padre di Nancy, provvede alla crescita di sua nipote dopo la morte del suo genero, finché un giorno, tre anni prima delle vicende del gioco, lascia la casa senza più tornare. Egli sembra molto ossessionato dalla figlia e dalla nipote, e alla storia della dinastia Hamilton.
Dennis Owen
Un amico d'infanzia di Alyssa, che aiuta la ragazza nella ricerca di sua madre.
Linda Owen
La sorella maggiore di Dennis, partita in Africa per fare la missionaria.
Dan D. Borroughs
Anche conosciuto come il "Dark Man" nella versione originale, è un uomo vestito di nero dall'aria sospetta che sembra al corrente delle sorti della madre di Alyssa, e lascia intendere di avere progetti ben precisi per la stessa ragazzina.
Il Martello Assassino
Il primo Subordinato che incontra Alyssa. Il cosiddetto "Martello Assassino", all'anagrafe Robert Morris, era un uomo mentalmente disturbato vissuto durante la seconda guerra mondiale che lavorava in una miniera e che un giorno, per motivi ignoti, assassina alcuni suoi colleghi a colpi di martello, per poi mietere vittime anche tra i civili, fino a quando non viene catturato e giustiziato per via d'impiccagione. Le sue vittime furono ventisei.
Il Corrosore
Il Secondo subordinato incontrato da Alyssa. Conosciuto in vita come John Haigh, egli era un assassino seriale vissuto negli anni sessanta, il quale modus operandi consisteva nel farsi ospitare temporaneamente da vecchi pensionati, per poi ucciderli sciogliendoli vivi nell'acido e derubarne gli averi. Egli morì nel 1963 finendo egli stesso distrutto nell'acido solforico, e le sue vittime furono trentuno.
Il Tagliatore
Il Terzo Subordinato incontrato da Alyssa. Vissuto nel XVIII secolo il Tagliatore, che in vita si chiamava Harold Powell, era un tagliaboschi dal viso deforme innamorato di una ragazza che però non ricambiava i suoi sentimenti. Quando ella rifiutò la sua proposta di matrimonio, Harold impazzì di rabbia e la uccise, e iniziò a rapire e massacrare giovani donne, arrivando a compiere quarantaquattro omicidi fino al giorno della sua morte, avvenuta per mano di alcuni villici. Egli è a capo dei Subordinati, e ha cacciato e ucciso parecchie Rooder e per via di questo il suo potere è superiore a quello degli altri subordinati.
L'uomo Forbici
Il Quarto Subordinato insieme alla sua gemella, la Donna Forbici. Vissuto in epoca rinascimentale, il suo nome era Ralph. Aveva origini asiatiche e lavorava come torturatore presso la magione di Lord Darcy Borroughs, finché non morì linciato durante un assedio da parte del popolino locale. Ralph vanta quarantasei vittime. Le sue armi predilette sono un paio di cesoie giganti. 
La Donna Forbici
La Quarta Subordinata insieme al suo gemello, l'Uomo Forbici. Vissuta in epoca rinascimentale, il suo nome era Jemima. Era di origini asiatiche e insieme a suo fratello lavorava come torturatrice presso la magione di Lord Darcy Borroughs, finché non morì linciata insieme al fratello durante un assedio da parte del popolino locale. Jemima vanta ventitré vittime. Come il suo gemello, brandisce un paio di cesoie giganti.
Lord Darcy Borroughs
Un Subordinato che aspira a divenire entità, avvalendosi degli altri cinque subordinati. Vissuto in epoca rinascimentale, Lord Borroughs era un nobiluomo ossessionato dall'occulto, la ricerca dei poteri magici e l'immortalità. Durante i suoi studi apprese che poteva ottenere ciò a cui anelava diventando un Entità: per adempiere al suo scopo avrebbe dovuto strappare il cuore di una Rooder alla vigilia del suo quindicesimo compleanno e berne il sangue. La sua secondam moglie, Lady Natalia Hamilton, era una Rooder e di conseguenza lo era anche la loro figlia, Annabelle. Lord Borroughs attese con impazienza il compimento dei quindici anni della figlia al fine di compiere il suo macabro rituale, ma Annabelle rimase vittima di un incidente in carrozza proprio il giorno prima del suo compleanno. Il nobiluomo impazzì al punto da iniziare a mietere centodiciotto vittime tra le quali anche la moglie, e il suo massacro ebbe fine solo quando gli abitanti delle sue terre lo uccisero scaraventandolo giù dalla torre dell'orologio del suo maniero. Nonostante fosse stato ucciso una parte di Lord Darcy Borroughs rimase in vita nel suo vecchio maniero. Molto probabilmente un'entità doveva avere percepito la sua sete di sangue dai massacri che ha compiuto finendo per possederlo. Si scopre essere un parente alla lontana di Alyssa poiché il primogenito di Lord Borroughs avuto dalla sua prima moglie: Billy Borroughs scappò durante il suo massacro. Cambiò vita e il suo nome per non essere riconosciuto tagliando i ponti col passato. Il nonno di Alyssa venuto a conoscenza della parentela che lo lega a Lord Darcy Borroughs, andò in giro per il mondo fino a raggiungere il suo maniero. Qui nel suo vecchio studio, trovandosi davanti al suo ritratto mostra una follia dal desiderio di non voler separarsi da Alyssa bramando di svolgere il rituale oscuro per rinascere come entità immortale servendosi del cuore della nipote. Lord Darcy Borroughs percependo le sue intenzioni e i suoi desideri accolse la sua richiesta. Il disegno nel suo quadro si scoglie per poi fondersi col nonno di Alyssa.
May Norton
Una delle vittime del Martello Assassino. May era una ragazzina inglese di dodici anni e una prodigiosa e promettente pianista, figlia di un sarto, William, partito per il fronte. Il padre tuttavia era preoccupato dal pensiero di abbandonare la figlia. May lo incoraggiò che sarebbe andato tutto bene e che avrebbe suonato alla prova di piano cosicché lui potesse sentirla alla radio. Suonando la melodia del suo orologio da tasca che gli aveva lasciato la moglie come ultimo regalo prima di morire. Il padre seppur rattristato promette alla figlia che tornerà. Tempo dopo, May, preoccupata per il padre non avendo ricevuto più sue notizie, quando ci fu la prova cruciale sbagliò alcune note, perdendo il concorso. Una notte in cui lei rimase sola, il Martello fece irruzione nella boutique del padre e uccise brutalmente la ragazzina. Uccisa dal subordinato May rimase imprigionata come anima errante nel teatro dove avvenne la dimostrazione tentando con tristezza di ricreare col piano la melodia. 
William Norton
Il padre di May, una delle ventisei vittime del Martello Assassino. William era giovane vedovo che fu arruolato nell'esercito britannico durante la Seconda Guerra Mondiale, lasciando la figlia alle cure di una governante. Egli morì colpito da una granata sul campo di battaglia. 
Albert Rand
Una delle vittime del Corrosore. Albert era un giovane giocattolaio che rifiutava di sposarsi e mettere su famiglia per poter accudire l'anziana e cieca madre, Dorothy, la quale però avrebbe preferito che Albert si sposasse. Quando il Corrosore si presentò come un loro lontano parente, Albert non fu molto convinto dall'uomo, ma venne tuttavia persuaso dall'ingenua solidarietà della madre. Assecondando la donna, Albert segnò la loro sorte. Il subordinato li uccise con dell'acido e lanciandogli contro una maledizione che li condannò a vagare in eterno senza potersi più incontrare. Divenuto un'anima in pena, Albert cieco, girò con una campana alla ricerca della madre.
Dorothy Rand
Una delle vittime del Corrosore. Dorothy era un'anziana vedova cieca che viveva con il suo unico figlio Albert. Ella si fidò molto facilmente del Corrosore, e cadde facilmente vittima dell'uomo. Divenuta un fantasma acquisì capacità di poltergeist che in preda alla paura scaraventa oggetti quando sente qualcuno avvicinarsi.